# Pitkäsaari (ö i Finland, Norra Karelen, Joensuu, lat 62,57, long 28,96)
Pitkäsaari är en ö i Finland. Den ligger i sjön Juojärvi och i kommunen Libelits i den ekonomiska regionen  Joensuu ekonomiska region  och landskapet Norra Karelen, i den sydöstra delen av landet, 300 km nordost om huvudstaden Helsingfors. Öns area är 1,8 hektar och dess största längd är 320 meter i öst-västlig riktning.